# E86 (európai út)
Az E86 európai út  az európai úthálózat része. Három országot érint, Albániát, Macedóniát és Görögországot.

## Története
1975-ben definiálták a görögországi Krisztallopigi és a szintén görögországi  Szaloniki között. Az út nyugati vége Albánia határán volt, mivel az Albán Népköztársaság nem csatlakozott az európai utakat definiáló AGR Egyezményhez. A rendszerváltó Albánia végül csak 2006-ban írta alá az egyezményt. Eredetileg így csupán 177 km volt, a többi európai út közül csak az E65 keresztezte. 2001-re Szaloniki helyett Gefirába került az út vége.
Jelenleg Tiranában, Albánia fővárosában kezdődik.